# Chrysobatrachus cupreonitens
Genre
Espèce
Statut de conservation UICN

 DD  : Données insuffisantes
Chrysobatrachus cupreonitens, unique représentant du genre Chrysobatrachus, est une espèce d'amphibiens de la famille des Hyperoliidae.

## Répartition
Cette espèce est endémique de l'Est de la République démocratique du Congo. Elle se rencontre dans les monts Itombwe au-dessus de 2 400 m d'altitude,.

## Publication originale
- Laurent, 1951 : Deux reptiles et onze batraciens nouveaux d'Afrique centrale. Revue de Zoologie et de Botanique Africaines, vol. 44, p. 360-381.